# John D. Batten
John D. Batten (ur. 8 października 1860 w  Plymouth w hrabstwie Devon, zm. 5 sierpnia 1932) – angielski malarz, ilustrator książek oraz grafik. Był aktywnym członkiem Society of Painters in Tempera razem ze swoją żoną, Mary Batten, zajmującą się pozłotnictwem.

## Życiorys
Studiował w Slade School of Fine Arts, pod okiem Alphonsa Legrosa. Do 1887 wystawiał w Grosvenor Gallery, razem z Sir Edwardem Burne-Jones. Poruszał w sztuce tematykę alegoryczną i mitologiczną.
Wśród jego obrazów znajdują się: Amoretta and Time, The Family, Mother and Child, Sleeping Beauty: The Princess Pricks Her Finger, Snow White and the Seven Dwarves i Atalanta and Melanion.
W latach 1890–1896 Batten zilustrował serię bajek redagowaną przez Josepha Jacobsa, członka The Folklore Society, w tym między innymi: English Fairy Tales, Celtic Fairy Tales, Indian Fairy Tales, More English Fairy Tales i More Celtic Fairy Tales. Ilustrował także angielskie wersje Księgi tysiąca i jednej nocy oraz Boskiej komedii.
Batten napisał także dwa tomiki wierszy i książkę An Approach to Winged Flight.
W 1890 roku zaczął w swojej twórczości wykorzystywać malarstwo temperowe.

## Galeria prac

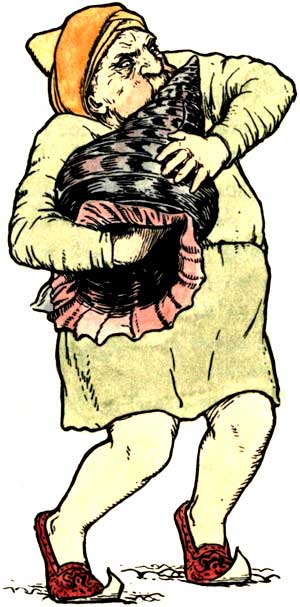
Ilustracja z 1892 roku
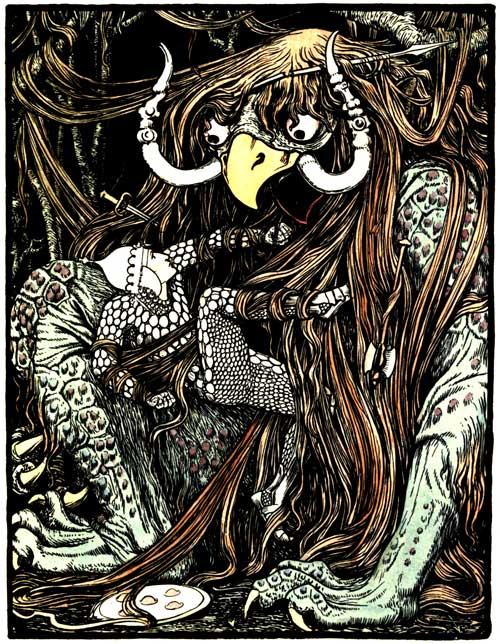
Ilustracja z 1892 roku
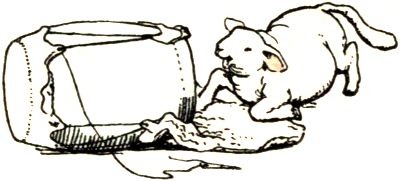
Ilustracja z 1892 roku
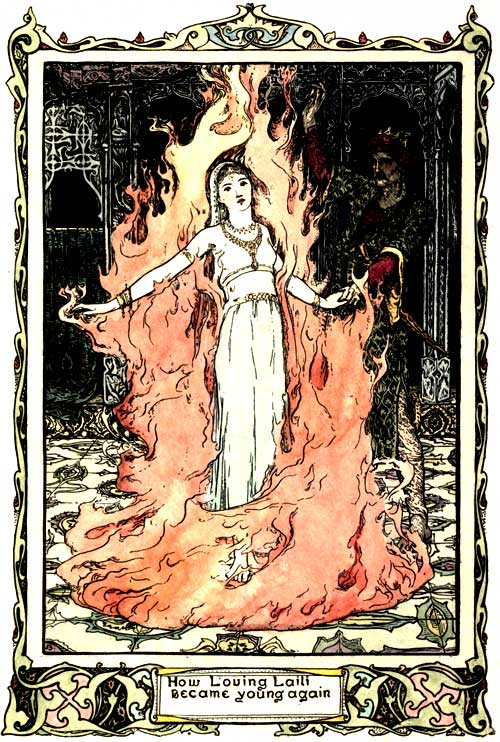
Ilustracja z 1892 roku
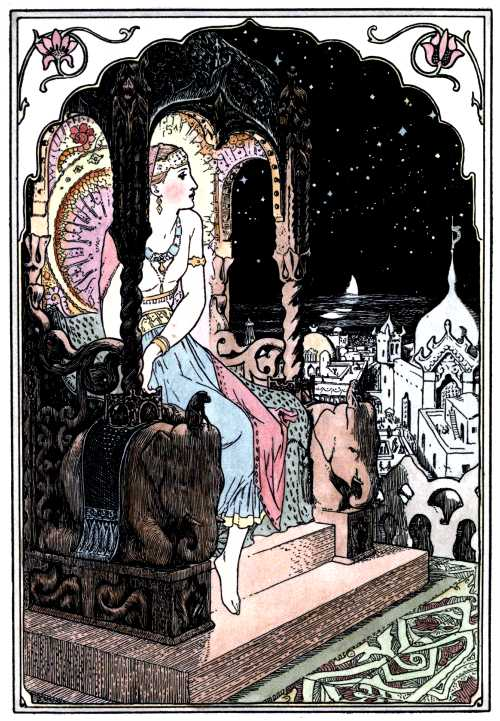
Ilustracja z 1892 roku